# Berlin–Cottbus–Berlin 1966
Berlin–Cottbus–Berlin 1966 war die 46. Austragung des traditionsreichen Eintagesrennens von Berlin in den Spreewald, nach Cottbus und zurück nach Berlin. Ausgetragen wurde das Rennen für die Fahrer der drei Leistungsklassen der DDR über 230 Kilometer. Das Rennen fand am 26. Juni statt. Sieger wurde Rainer Marks.

## Rennverlauf
Das Rennen wurde nach einigen Jahren der Unterbrechung von der Zeitung Neues Deutschland gemeinsam mit dem Deutschen Radsport-Verband der DDR zum zweiten Mal erneut veranstaltet und startete in der Regattastraße in Berlin-Grünau, wo sich auch das Ziel befand. Es war das 4. Auswahlrennen zur Bildung der Nationalmannschaft im Straßenradsport. 52 Radrennfahrer stellten sich dem Starter. Mehrfach bildeten sich kleinere Spitzengruppen. Die letzte Gruppe mit den Nationalmannschaftsfahrern Dieter Mickein, Günter Liebold, Dieter Voigtländer und Harald Dippold wurde erst zwei Kilometer vor dem Ziel von Hauptfeld eingeholt. Den Sprint gewann Rainer Marks vor 25 zeitgleichen Fahrern.

## Ergebnis
| Platz | Fahrer              | Verein                       | Zeit (h) |
| ----- | ------------------- | ---------------------------- | -------- |
| 01.   | Rainer Marks        | SC Wissenschaft DHfK Leipzig | 5:25:10  |
| 02.   | Lothar Höhne        | ASK Vorwärts Leipzig         | gl. Zeit |
| 03.   | Rüdiger Tanneberger | SC Karl-Marx-Stadt           | gl. Zeit |
| 04.   | Lothar Borschel     | SC Wissenschaft DHfK Leipzig | gl. Zeit |
| 05.   | Günter Hoffmann     | ASK Vorwärts Leipzig         | gl. Zeit |
| 06.   | Gerd Aumann         | SC Karl-Marx-Stadt           | gl. Zeit |
| 0 …   |                     |                              |          |